# David Abadías
David Abadías Aurín (Barcelona, 31 de julio de 1973) es un eclesiástico y profesor católico español. Es el obispo auxiliar de Barcelona, desde febrero de 2023.

## Biografía
David nació el 31 de julio de 1973, en la ciudad española de Barcelona.
Su vocación surgió de bien joven en una salida parroquial. Le llamó la atención la alegría del sacerdote acompañante. Esa vocación incipiente se fue madurando con el tiempo.
Tras realizar estudios en la Facultad de Teología de Cataluña (FTC), obtuvo la licenciatura en Teología, especialidad en Sagrada Escritura. 
En la Facultad de Historia Eclesiástica, de la Pontificia Universidad Gregoriana, obtuvo la licenciatura y posteriormente el doctorado en Historia de la Iglesia, con la obra: La influencia de cuatro teólogos españoles durante el reinado de María I Tudor de Inglaterra (1553-1558): Fray Bartolomé de Carranza, fray Alfonso de Castro, fray Bernardo de Fresneda y fray Pedro de Soto (PUG, 2008).

### Sacerdocio
Su ordenación sacerdotal fue el 13 de diciembre de 1998, para la archidiócesis de Barcelona. Posteriormente, se incardinó en la diócesis de Tarrasa cuando se erigió en 2004.
Como sacerdote desempeñó los siguientes ministerios:
- Vicario parroquial de Sant Esteve de Granollers.
- Delegado Episcopal para la Catequesis.
- Profesor de Historia de la Iglesia Medieval, en la Facultad de Teología de Cataluña (FTC) y en la Facultad Antoni Gaudí de Historia, Arqueología y Artes Cristianas (FHEAG).
- Profesor de Meteodología y fuentes históricas en la FHEAG.
- Profesor de Cultura y Cristianismo en la Edad Moderna y Contemporánea en la FHEAG.[5]
- Jefe del Departamento de Historia de la Iglesia de la FTC (hasta 2014).
- Jefe de Publicaciones de la FTC y de la FHEAG.
- Coordinador académico de la FHEAG (hasta 2016).[6]
- Profesor del Instituto Superior de Ciencias Religiosas Don Bosco.[3]
- Decano de la Facultad Antoni Gaudí de Historia, Arqueología y Artes Cristianas (FHEAG) del Ateneo Universitario San Paciano (2016-2022).[7]
- Arcipreste de Mollet del Vallès (hasta 2023).
- Párroco de Sant Vicenç en Mollet del Vallès (hasta 2023).
- Párroco de Sant Joan Baptista en Matadepera (hasta 2023).

### Episcopado
El 14 de febrero de 2023, el papa Francisco lo nombró obispo titular de Urci y obispo auxiliar de Barcelona. Fue consagrado el 25 de marzo, en la Basílica de la Sagrada Familia, a manos del cardenal Juan José Omella. Su lema episcopal es «Servus sum evangelii» que significa «Soy servidor del Evangelio».
En la Conferencia Episcopal Española es, desde marzo de 2024, miembro de la Subcomisión Episcopal para la Juventud y la Infancia de la Comisión Episcopal para los Laicos, la Familia y la Vida. Anteriormente ha sido miembro de la Subcomisión Episcopal para el Patrimonio cultural (2023-2024).

## Publicaciones
Como investigador y autor, ha publicado varios libros sobre historia de la Iglesia:
- Breve historia de la Iglesia en la Edad Media (Instrumenta 1), Barcelona: Facultad de Historia de la Iglesia, Arqueología y Artes cristianas Antoni Gaudí – Facultad de Teología de Cataluña, 2015.[5]
- Los teólogos españoles en el reino de María I Tudor de Inglaterra. La influencia de cuatro teólogos españoles durant el reino de María I Tudor de Inglaterra (1553-1558): fray Bartolomé de Carranza, fray Alfonso de Castro, fray Bernardo de Fresneda y fray Pedro de Soto (Studia Historica Tarraconensia 1), Barcelona: Facultad de Historia de la Iglesia, Arqueología y Artes cristianas Antoni Gaudí – Facultad de Teología de Cataluña, 2015.